# Conyer
Conyer – wieś w hrabstwie Kent w Anglii. Położone jest nad zatoką Conyer Creek, znajduje się w nim przystań.